# Rendészeti Biztonsági Szolgálat
Rendészeti Biztonsági Szolgálat è una struttura investigativa prima del Ministero dell'Interno Ungherese, poi del Ministero della Giustizia. Creata nel 2004 e sciolta nel 2008, questa struttura aveva la sola funzione di indagare sulla Polizia ungherese, sulle altre forza dell'ordine e sui loro componenti, svolgendo unicamente attività di intelligence.